# Architettura a basso impatto
L'architettura a basso impatto è un'architettura che segue i concetti del "basso impatto ambientale", ovvero un ridotto consumo di risorse naturali non rinnovabili nella costruzione e trasformazione dell'habitat (e più in generale nella modificazione antropica dell'ecosistema). In architettura, questo si traduce nel limitare gli approvvigionamenti dei materiali di origine minerale, sostituendoli dove possibile con quelli di origine vegetale o animale, e di fare riferimento a processi produttivi poco esigenti in termini di energia.
Alla scala del singolo intervento la misura dell'impatto si basa da un lato sulla relazione tra domanda e offerta di risorse, dall'altro sulla quantificazione dei fattori inquinanti; si tratta però di valutazioni relative che servono solo ad esplicitare vantaggi e svantaggi offerti dalle soluzioni analoghe o alternative disponibili per dare soddisfazione ad una determinata esigenza come l'abitare, il lavorare, lo studiare. Invece alla scala del sistema insediativo mancano ancora criteri di valutazione univoci, anche se si registra un'ampia convergenza circa la necessità di ridurre le emissioni di anidride carbonica legate tanto alla costruzione quanto all'utilizzazione dell'architettura.

## Storia
Le prime esperienze di architetture a basso impatto appaiono nella seconda metà degli anni 1960 nel Nord America come diretta espressione di un neonato movimento ecologista. Nascono le comunità ed i villaggi dei cosiddetti "figli dei fiori" che vanno ad abitare territori desertici alla ricerca di un rapporto armonico con la natura, con lo spazio e con il tempo. Il supporto tecnologico è offerto dalle cupole geodetiche che R. B. Fuller porta a conoscenza degli studenti con una serie di conferenze e di pubblicazioni. Questo tipo di struttura (un guscio reticolare) viene realizzato in auto-costruzione, il più delle volte con materiali riciclati. Emblematica l'esperienza di Drop City raccontata da Bill Voyd come il risultato di un happening collettivo a cui hanno partecipato intellettuali ed artisti. Anche l'Università Mc Graw Hill a Montreal nei primi anni settanta organizza corsi e sviluppa ricerche sul tema dell'abitazione a minimo impatto, realizzando geodetiche in cartone e unità abitative autonome per quanto riguarda gli approvvigionamenti di acqua ed energia, nonché per lo smaltimento dei rifiuti.
Negli stessi anni a Stoccarda, Frei Otto ed il Lightweight Institute orientano i propri programmi di ricerca sul tema delle strutture tese (dal Padiglione Tedesco all'Expo di Montreal 1967 al villaggio Olimpico di München 1972). Dalle membrane a doppia curvatura divergente, con l'opera di Jörn Schlaich l'attenzione si sposta ai gusci reticolari trasparenti (dalla piscina a Neckarslum 1989 alla DZ Bank a Berlino 1998) generalmente legati ad una doppia curvatura convergente. A differenza delle precedenti esperienze americane, l'approccio europeo (soprattutto inglese e tedesco) alleggerisce strutture e involucri utilizzando anche le tecnologie industriali dell'acciaio, del vetro e delle plastiche.
Più recentemente sono state avviate una serie di iniziative in giro per il mondo che, sebbene totalmente autonome e senza contatti tra loro, perseguivano lo stesso obiettivo con strumenti analoghi. Dagli anni novanta Shigeru Ban lavora con materiali poveri, come la carta riciclata ed il bambù, per realizzare gusci reticolari (dalle case per i terremotati in India e in Africa al padiglione giapponese all'Expo Hannover 2000). Samuel Mockbee con i suoi studenti imposta il lavoro del Rural Studio in Alabama per valorizzare i materiali riciclati. Sullo specifico tema del riciclo in Sud America si sviluppano attività spontanee legate ad economie di sussistenza come quella dei cartoneros a fianco a reinterpretazioni artistiche dei rifiuti come le opere di Alejandro Sarmiento.

## Tecnologie
I fattori che determinano l'impatto alto o basso di una architettura riguardano la costruzione, l'utilizzazione o il funzionamento, e lo smaltimento al termine della vita utile dell'opera. Tra questi tre momenti o modi di manifestarsi dell'impatto ambientale, esistono incoerenze e contraddizioni. Le soluzioni tecnologiche ritenute preferibili possono divergere anche molto a seconda che si dia maggiore importanza alla riduzione dei consumi energetici nella fruizione dell'architettura, rispetto alla limitazione della quantità di risorse (materie prime ed energia) consumate per la costruzione oppure per lo smaltimento (restituendo o meno suolo e spazio). In letteratura le soluzioni e le proposte per ridurre gli effetti negativi sull'ambiente durante l'intera vita funzionale dell'opera, sono generalmente ricondotte a termini come architettura ecosostenibile (e anche compatibile o eco-compatibile), architettura verde (green architecture o green buildings), bioarchitettura, bioedilizia e simili.
Quando si parla di tecnologie e quindi di architetture a basso impatto, l'attenzione è prevalentemente rivolta alla costruzione/smaltimento del manufatto, ovvero all'approvvigionamento delle materie prime, alle modalità di produzione e alle relazioni con l'intorno territoriale.
Un primo criterio che rende sostenibili le scelte del progettista costruttore riguarda la rinnovabilità delle risorse utilizzate: fintanto che si impiega una quantità di materiale uguale o inferiore al tasso di riproduzione naturale (ad esempio si taglia non più di un albero ogni 40, se sono necessari 40 anni perché l'albero giunga a maturazione) il sistema si considera in equilibrio. L'impiego di materiali riciclati tende addirittura ad aumentare la disponibilità di risorse riducendo nel contempo la presenza di fattori inquinanti.
Un secondo criterio correlato con il primo è quello di privilegiare la leggerezza nella progettazione della struttura e dell'involucro. La relazione peso quantità è ovvia: alleggerire la costruzione utilizzando meno materiale (ovviamente a parità di dimensioni e senza compromettere le prestazioni del costruito) significa ridurre il prelievo e risparmiare risorse. Inoltre ridurre la quantità di materiale resistente a parità di prestazioni strutturali non può che diminuire i costi, non solo di approvvigionamento, ma anche di trasformazione e trasporto delle materie prime. Operare nella logica della leggerezza significa cercare una corrispondenza tra i materiali con un basso peso specifico, derivati da risorse rinnovabili salvo eccezioni, ed i comportamenti strutturali che permettono di ottenere il massimo di resistenza e stabilità dai suddetti materiali. I tipi di strutture che si prestano meglio di altre a ridurre la pesantezza dell'architettura (perché richiedono spessori sottili e minimizzano il fabbisogno di materiale resistente), sono le membrane tese, i sistemi funicolari o reticolari, i gusci sottili.
Un terzo criterio riguarda le modalità di produzione per le quali non basta mettere sotto controllo i consumi energetici soddisfatti con fonti non rinnovabili. L'uso o il rilascio di sostanze tossiche deve essere imputato all'architettura che se ne avvale, anche quando lo stabilimento industriale inquinante è molto lontano dall'edificio. Anche la densità, il grande numero o la concentrazione delle attività produttive (ivi compresa la densità degli edifici) è un fattore di conflitto con l'equilibrio dell'ecosistema. La insanabile contraddizione tra economia e ambiente sta nell'efficienza che il più delle volte è indispensabile alla gestione economica ma è direttamente o indirettamente dannosa per la qualità ambientale. Non a caso le citate ricerche sulle architetture a basso impatto fanno ricorso molto spesso ricorso all'autocostruzione o in alternativa privilegiano le produzioni artigianali.
Un quarto criterio dipende dall'irresolubile antagonismo tra temporaneità e durabilità. Il mercato dell'architettura è ancora saldamente ancorato all'idea della costruzione che sfida il tempo e che riduce al minimo i costi di manutenzione. Conclusione: la terra si sta completamente urbanizzando, accatastando aree dismesse, edifici, periferie degradate e tanto altro. Viceversa architetture che esistono per il solo periodo dell'uso, che scompaiono e ricompaiono in relazione alle necessità del momento, che degradano rapidamente ed altrettanto rapidamente tornano ad essere pienamente funzionali, consumerebbero meno spazio, suolo o territorio.

## Esperimenti
Lo stato dell'arte nel campo delle architetture a basso impatto è contraddistinto da forti potenzialità e da elementi di grande interesse che, però, non definiscono ancora un quadro organico. Le singole esperienze non sono riconducibili ad una teoria unitaria, anche se la condivisione dei principi ispiratori o dei citati criteri è molto maggiore rispetto ad altri approcci della cosiddetta cultura ambientale o ambientalista. L'attuale scenario è, più che altro, costituito da una serie di esperimenti che vanno letti nella capacità di comunicare tra loro e di aprire ulteriori prospettive alla sperimentazione e alla ricerca, piuttosto che paradigma, come modello da replicare.

## Galleria d'immagini

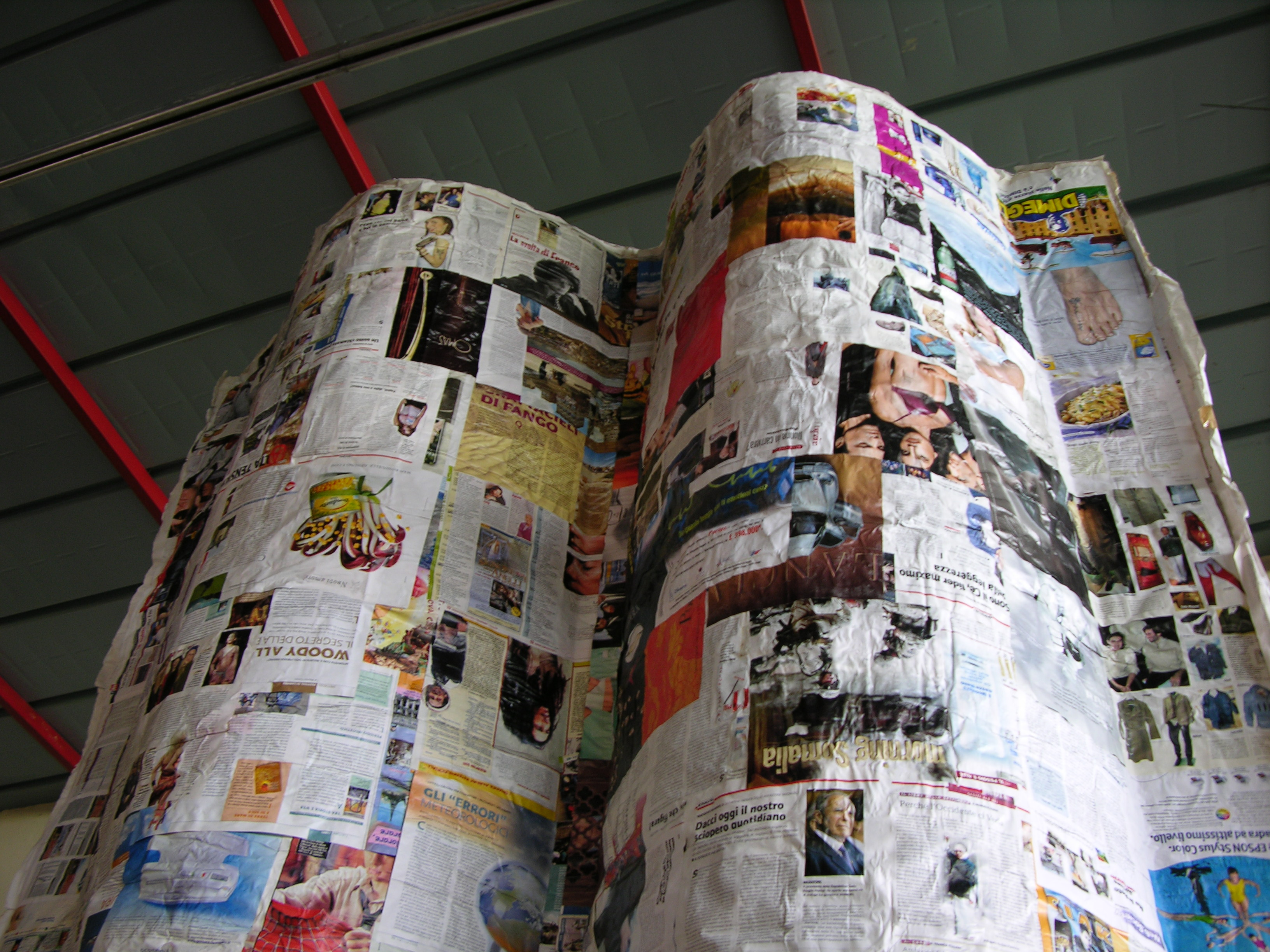
Vecchi giornali
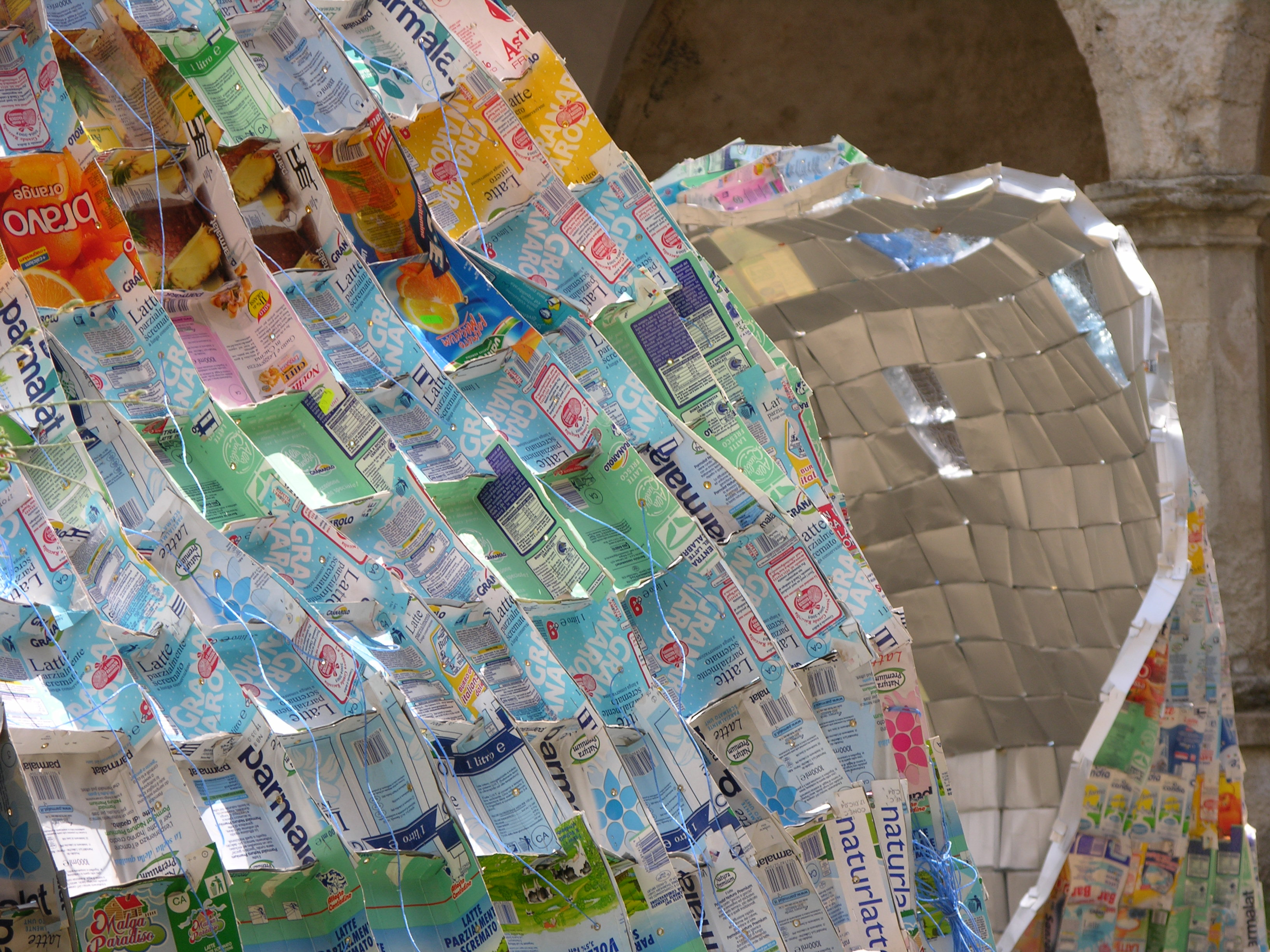
Contenitori alimentari